# نوئل (فیلم)
نوئل (به انگلیسی: Noel) فیلمی است محصول سال ۲۰۰۴ به کارگردانی چاز پالمینتری. در این فیلم بازیگرانی همچون سوزان ساراندون، پل واکر، پنلوپه کروز، آلن آرکین، چاز پالمینتری، رابین ویلیامز، دانیل سانجاتا، جان دومن، بیلی پورتر، کارمن اجوجو، مروین موندیسر ایفای نقش کرده‌اند.

## خلاصه داستان
شب عید کریسمس در نیویورک است. پنج شهروند نیویورک در شب کریسمس دور هم جمع می‌شود و به دنبال یافتن معجزه ای هستند. یکی از آنها زنی طلاق گرفته و تنها به نام رز کالینز است که برای بهبود مادرش که در بیمارستان بستری است نیاز به یک معجزه دارد…